# De bedragna (1972)
De bedragna (arabiska: المخدوعون; Al-makhdu'un) är en syrisk dramafilm från 1972 i regi av Tewfik Saleh. Den handlar om tre palestinier i olika åldrar som i början av 1950-talet försöker fly till Irak för att därifrån kunna ta sig till Kuwait. För att lyckas tvingas de ta en risk genom att låta sig smugglas i en tom vattentank under brännande hetta. Filmen bygger på kortromanen Män i solen av Ghassan Kanafani.
Filmen vann Tanit d'Or vid filmfestivalen i Karthago 1972. Den blev omstridd i Arabvärlden eftersom den skildrar andra arabers behandling av palestinier, men har också varit med på många kritikerlistor över tidernas främsta arabiska filmer.

## Medverkande
- Mohamed Kheir-Halouani som Abou Keïss
- Abderrahman Alrahy som Abou Kheizarane
- Bassan Lofti Abou-Ghazala som Assaad
- Saleh Kholoki som Marouane
- Thanaa Debsi som Om Keïss